# ولاية وسط دارفور

ولاية وسط دارفور

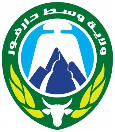
شعار الولاية

ولاية وسط دارفور تقع في غرب السودان ضمن ولايات دارفور الخمس. يحدها شمالاً ولاية شمال دارفور، وشرقاً ولاية جنوب دارفور، وفي الشمال الغربي ولاية غرب دارفور وفي الغرب تشاد، وجنوباً جمهورية أفريقيا الوسطى، وويبلغ عدد سكان الولاية حوالي 1.123.748 نسمة.

## تأسيسها
تأسست في يناير / كانون الثاني 2012 م، عقب التوقيع على اتفاقية سلام دارفور في الدوحة في عام 2011 م، ونتيجة لتوصية مؤتمر أهل دارفور. وكانت اراضيها في السابق جزء من ولايتي غرب وجنوب دارفور. عاصمتها هي مدينة زالنجي.

## التقسيم الإداري

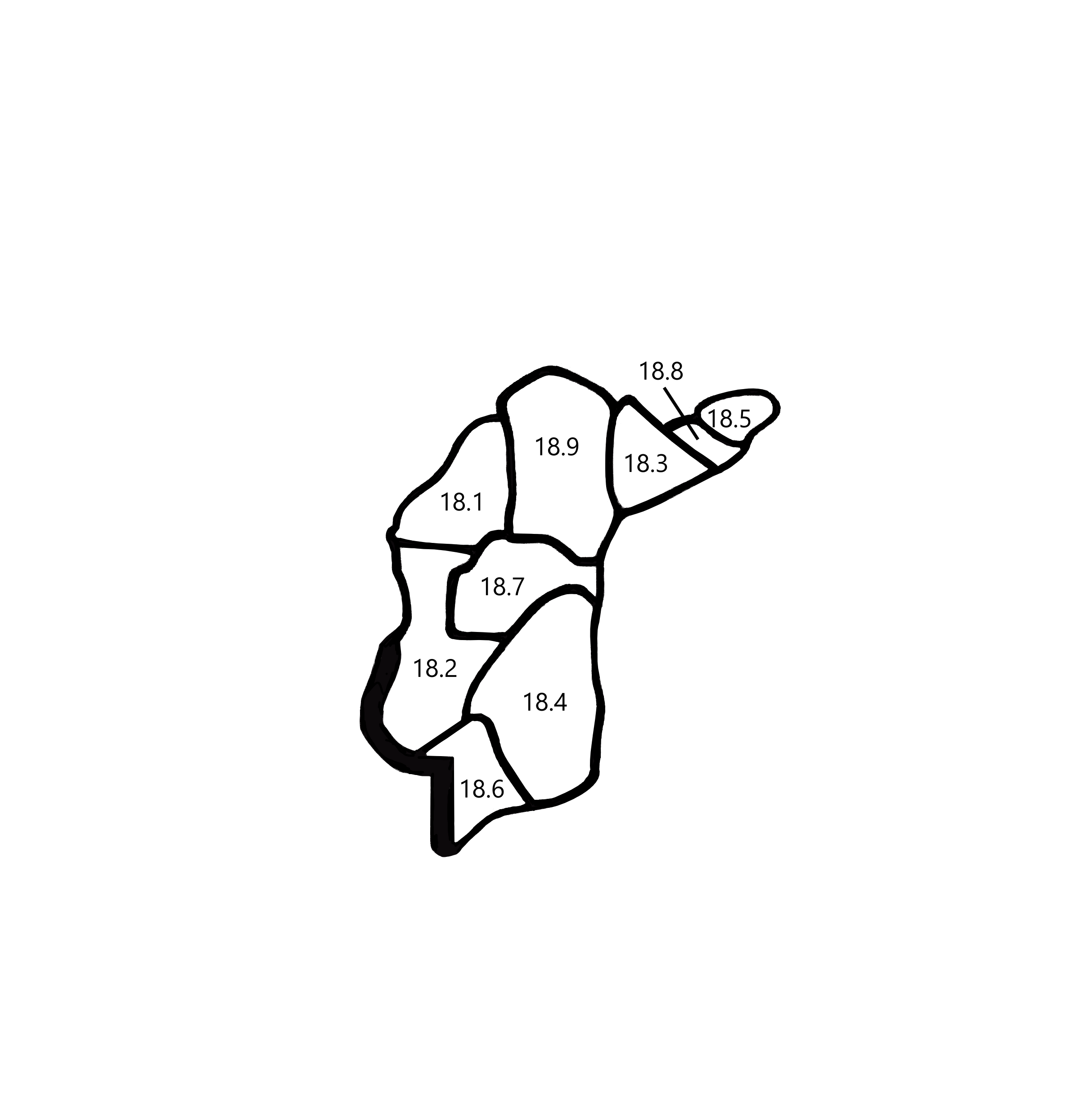
وسط دارفور، السودان، مقاطعات مرقمة على التوالي:18.1 أزوم 18.2 بنداسي 18.3 غرب جبل مرة 18.4 مكجر 18.5 شمال جبل مرة 18.6 أم دخن 18.7 وادي صالح 18.8 وسط جبل مرة

تنقسم الولاية إدارياً إلى تسع محليات هي:
- محلية زالنجى
- محلية أزوم
- محلية وادى صالح
- محلية مكجر
- محلية أم دخن
- محلية غرب جبل مرة
- محلية شمال جبل مرة
- محلية بندسي
- محلية وسط جبل مرة

## التضاريس
يتميز هذه الولاية عن نظيراتها بموقعه الجغرافي الفريد حيث تحدها جبل مره من الشرق و الشمال الشرقي و من الجنوب الغربي جبال مكجر ووادي صالح و في الوسط جبال ارولا و فرقو التي يوجد بها قبر السلطان على دينار و جبال دليج و زاري و اندي و أيضا جبل بيلا شرق مدينة قارسلا و جبل كرتو شمال قارسلا و سلسلة جبال كارقو حيث تغطي هذه الجبال اشجار و حشائش السافنا التي تعطيها منظرا خلابا خلال موسم الخريف كما تتخلل هذه الجبال وديان يمكن ان تقام عليهاعدة سدود للاستفادة من المياه، منها وادي ازوم، الذي ينحدر من جبل مرة و يشق ولايتي وسط وغرب دارفور إلى جمهورية تشاد و بها عدة روافد من الاودية، و أيضا وداي كجا، ووادي باري، ووادي صالح، ووادي دبري.
وتتميز الولاية باراضي سهلية طينية و طينية رملية على ضفاف تلك الاودية و التي تجعلها خصبة للزراعة بفصل الخريف و الموسم الشتوي.

## الاقتصاد
يقوم اقتصاد الولاية على الزراعة والثروة الحيوانية والتجارة والتعدين (خام الحديد والنحاس والزنك والألمونيوم والرصاص والذهب الذي ظهر مؤخراً في بندسي وحلة بيضة)
وبها حركة تجارية محلية بين القري بأسواق موسمية و توجد تداخل تجاريي ممتد بين دولتي تشاد وأفريقيا الوسطى
بميناء تجاري بري بمنطقة تيسي.

## أهم المدن
- زالنجي
- نرتيتي
- قارسلا
- ام خير
- ام دخن
- روكرو
- جلدو
- مكجر
- قولو
- تنكو
- بندسي

## النقل
تمر عبر الولاية الطرق المحلية والقارية التي تربط السودان بدولتي تشاد وأفريقيا الوسطى، ويوجد فيها مطار هو مهبط زالنجي يبلغ طول مدرجه 2000 متر وعرضه أكثر من 50 متر إضافة مهبط ترابي للطائرات بمدينة قارسيلا تم انشاءه بواسطة إدارة مشروع جبل مره